# Mirkowice-Kolonia
Mirkowice-Kolonia – część wsi Mirkowice w Polsce, położona w województwie świętokrzyskim, w powiecie ostrowieckim, w gminie Bodzechów.
W latach 1975–1998 Mirkowice-Kolonia administracyjnie należały do województwa kieleckiego.